# پیرادون چمراتسامی
پیرادون چمراتسامی (تایلندی: พีรดนย์ ฉ่ำรัศมี؛ زادهٔ ۱۵ سپتامبر ۱۹۹۲) بازیکن فوتبال اهل تایلند است.
از باشگاه‌هایی که در آن بازی کرده‌است می‌توان به باشگاه فوتبال موانگتونگ یونایتد اشاره کرد.
وی همچنین در تیم‌های ملی فوتبال زیر ۲۳ سال تایلند و تایلند بازی کرده‌است.